# Louis Lancaster
Louis Alan Lancaster (Barking, 9 ottobre 1981) è un allenatore di calcio ed ex calciatore inglese.

## Carriera

### Giocatore
Ha giocato per alcuni anni come semiprofessionista nelle serie minori inglesi, ritirandosi definitivamente dall'età agonistica all'età di 33 anni nel 2014.

### Allenatore
Inizia ad allenare nel 2009, mentre è ancora in attività come giocatore, nelle giovanili della squadra femminile dell'Arsenal; nella stagione 2013-2014, la sua ultima da giocatore, è contemporaneamente anche vice allenatore nell'Under-18 del Portsmouth (in precedenza, sempre durante la carriera da giocatore, dall'estate del 2012 al 16 novembre 2012 aveva invece allenato la formazione Under-18 del Brentford). Dal 2014 al 2016 ha allenato la formazione Under-15 del Watford, allenandovi tra gli altri anche Jadon Sancho; nel 2016 lavora come vice di Gary White allo Shanghai Shenxin, club della seconda divisione cinese. Segue poi White come vice anche nella nazionale di Taiwan, dal 2017 al 2019.
Il 18 gennaio 2019 Lancaster diventa allenatore della nazionale di Taiwan; alla guida della nazionale asiatica prende parte alle qualificazioni ai Mondiali del 2022. Vince la sua prima partita l'11 giugno 2019 (un 2-0 in trasferta in amichevole contro Hong Kong). Il girone di qualificazione ai Mondiali si conclude però in modo negativo, con 5 sconfitte in altrettante partite, ed anche per questo motivo Lancaster nel dicembre del 2019 viene esonerato (con la partita contro Hong Kong che rimane il suo unico successo, a cui si aggiungono un pareggio contro il Myanmar ed uno contro il Nepal in altrettante partite amichevoli come unici altri risultati positivi durante la sua permanenza in panchina).
Il 18 febbraio 2020 viene assunto dagli Utah Royals (club della prima divisione femminile statunitense) come vice di Craig Harrington. Nel dicembre del 2020 lascia la squadra, in seguito alla cessazione dell'attività della stessa, con cessione di tutte le giocatrici alla neonata squadra di Kansas City in vista della stagione successiva.